# Kozji Vrh (Čabar)
Kozji Vrh je naselje u Gorskom kotaru u općini Čabar. Smješteno je iznad naselja Prezid na krajnjem zapadu Gorskog kotara, uz granicu sa Slovenijom.
Gospodarski i administrativno povezano je s Prezidom, gdje se nalazi osnovna škola, pošta i nekoliko gospodarskih tvrtki vezanih za drvnu industriju i šumarstvo.
Stanovnici Kozjeg Vrha u dijalektu nazivaju se Bajtari, a dijalekt kojim govore zove se "Bajtarski".
Okolica Kozjeg vrha obiluje mnoštvom plninarskih staza gdje putnici namjernici mogu uživati u odličnim vidikovcima, čistom zraku i ugođaju netaknute goranske prirode.
S Kozjeg vrha pruža se veličanstven pogled na Prezidansku kotlinu, Sloveniju, a za vedra vremena na cijelom zapadnom horizontu vide se i Alpski masivi.
| broj stanovnika | 140   | 167   | 115   | 122   | 139   | 132   | 106   | 152   | 91    | 90    | 88    | 94    | 90    | 80    | 76    | 60    | 59    |
|                 | 1857. | 1869. | 1880. | 1890. | 1900. | 1910. | 1921. | 1931. | 1948. | 1953. | 1961. | 1971. | 1981. | 1991. | 2001. | 2011. | 2021. |